# هيلينا ساندرز
هيلينا ساندرز (بالإنجليزية: Helena Sanders)‏ (16 أبريل 1911، كلكتا في الهند - 14 يونيو 1997)؛ كاتِبة وشاعرة بريطانية. درست في جامعة أوكسفورد.